# Барон (фильм, 2016)
«Барон» (узб. Baron) — боевик и криминальный фильм режиссёра и сценариста Рустама Сагдиева. Генеральным продюсером фильма выступило Агентство кинематографии Узбекистана. «Барон» — первый узбекский фильм, снятый в сверхвысоком разрешении 4K. Закрытая премьера фильма «Барон» прошла в Ташкенте в 2016 году 15 января.

## Идея фильма
Последний год показал, что мир катится в пропасть. Кровавые войны, ужасные теракты, геополитические конфликты, экономический кризис — всё это невольно заставляет задуматься о будущем нашего общества. Среди прочих глобальных проблем стоит и наркоторговля, которая с годами только расширяет свои сети и проникает в новые страны. Остросюжетный боевик «Барон» рассказывает о борьбе с наркотрафиком, попутно поднимая темы любви и мести, отцов и детей, семьи, справедливости и самоотверженности.

## Сюжет
Боксер Батыр попадает в тюрьму из-за банальной драки. Его жена, стараясь вызволить мужа из тюрьмы, соглашается выполнить роль наркокурьера-глотателя. Отправляясь со смертельным грузом в Москву, она погибает в ташкентском аэропорту из-за разорвавшейся упаковки героина. Батыр, охваченный жаждой мести, идет на сотрудничество со спецслужбами Узбекистана, которые вместе с коллегами из России готовят сложную комбинацию по ликвидации транзитной сети поставок наркотиков из Афганистана. В картине показана не только борьба сил правопорядка и наркобизнеса, но и противостояние различных ценностных ориентиров.

## В ролях
| Актёр                    | Роль                    |
| ------------------------ | ----------------------- |
| Улугбек Кадыров          | Батыр Саидов            |
| Фархад Махмудов          | Иззат, помощник Мардона |
| Исо Тураев               | Мардон, наркобарон      |
| Сардор Зоиров            | Ислам                   |
| Мухаммад Исо Абдулхаиров | Осман, брат Мардона     |
| Сейдулла Молдаханов      | Мелибой                 |
| Хабибулла Низамов        | Хотам                   |
| Виктор Вержбицкий        | Харитон                 |
| Павел Прилучный          | Коля                    |
| Андрей Смоляков          | Леонид                  |
| Бехзод Хамраев           | Мурад                   |
| Дилором Игамбердыева     | Саида                   |
| Хуршида Арабшоева        | Нафиса                  |
| Шахло Темирова           | жена Батыра             |
| Рано Шадиева             | Ризвонгул               |
| Дилноза Кубаева          | жена Иззата             |
| Джамиля Гафурова         | Розигуль                |
| Шахзода Матчанова        | агент                   |
| Якуб Ахмедов             | отец Иззата             |
| Джавахир Закиров         |                         |

## Съёмочная группа
- Генеральный продюсер — Агентство кинематографии Узбекистана (бывш. «Узбеккино» Национальное агентство)[11]
- Сценаристы — Шоира Гиясова, Рустам Сагдиев, Нодир Курбонов
- Композитор — Данияр Агзамов
- Художник постановщик — Акмал Саидов
- Режиссёр — Рустам Сагдиев Продюсеры — Эдуард Горбатенко, Кристина Горбатенко, Шахризод Гуломова Художники по костюмам — Саломат Таджиева
- Художник по гриму — Галина Иванова
- Режиссёры монтажа — Хуршид Алиходжаев
- Фильм-директор — Сайёра Худайбердиева
- Режиссёр постановщик — Рустам Сагдиев[12]